# Isaque I Comneno
Isaque I Comneno (em grego: Ισαάκιος Α΄ Κομνηνός; romaniz.: Isaakios I Komnēnos)) foi imperador bizantino entre 1057 e 1059, e o fundador da Dinastia comnena.

## Vida
Era filho de Manuel Erótico Comneno, oficial do imperador Basílio II Bulgaróctono, que, no seu leito de morte, encomendou os seus dois filhos Isaque e João ao cuidado do imperador. Basílio cuidou que recebessem uma educação esmerada no mosteiro de Estúdio, e depois colocou-os em postos elevados na administração. 
Durante os reinos conturbados dos sete sucessores de Basílio II, Isaque, por sua conduta prudente, granjeou a confiança e a admiração do exército. Entre 1042 e 1057, comandou o exército na Anatólia. Em 1057, revoltou-se na Paflagónia e juntou-se aos nobres da capital numa conspiração contra Miguel VI, o Estratiótico . Depois da queda deste, Isaque foi proclamado imperador, fundando a Dinastia comnena. O patriarca Miguel Cerulário coroou Isaque I imperador a 1 de setembro de 1057, sendo-lhe atribuído o mérito pela aceitação de Isaque como imperador.

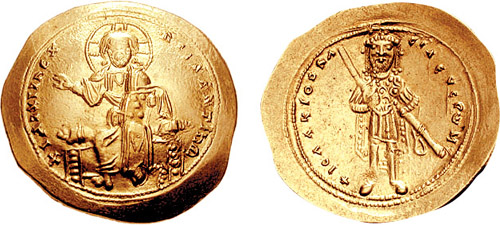
Histameno escifato de Isaque. Sua postura marcial, exibindo uma espada, é única entre as moedas bizantinas.

A primeira preocupação do imperador foi recompensar os seus apoiantes aristocratas com nomeações que os afastavam de Constantinopla, e em seguida tentar restabelecer as depauperadas finanças imperiais. Revogou prebendas e concessões atribuídas pelos seus antecessores a cortesões ociosos e, respondendo às acusações de sacrilégio feitas por Miguel Cerulário em um decreto de desterro em 1058, apropriou-se de parte dos rendimentos eclesiásticos. A única expedição militar de Isaque foi contra o rei André I da Hungria e seus aliados pechenegues que ameaçavam a fronteira norte do império em 1059.

### Abdicação
Pouco depois da campanha vitoriosa firmou uma paz com a Hungria e regressou a Constantinopla. Lá foi acometido por uma doença e convenceu-se de que esta era mortal. Os cortesões tiraram partido da situação liderados por Miguel Pselo, que influenciou Isaque para que este nomeasse Constantino X Ducas seu sucessor e não o seu irmão João Comneno. Isaque abdicou a 22 de novembro de 1059, contra a vontade do seu irmão e da sua esposa Catarina da Bulgária. Tal como Isaque, tanto Catarina quanto a filha deles, Maria, tomaram votos religiosos. 
Embora tenha se recuperado, Isaque Comneno não reassumiu o cargo de imperador, vivendo como um monge no Mosteiro de Estúdio, alternando trabalhos braçais com estudos literários. Os seus escólios sobre a "Ilíada" e outros trabalhos sobre os poemas homéricos chegaram até aos nossos dias. Morreu em finais de 1060 ou em inícios de 1061. O grande objectivo de Isaque era devolver ao império a organização que já desfrutara no passado e as suas reformas, embora impopulares entre todas as camadas da população, foram mais tarde reconhecidas como importantes para atrasar, pelo menos, a derrocada final do Império Bizantino.

## Relações familiares
Casou-se com Catarina da Bulgária (Xene - "estrangeira", depois de ter se tornado freira), filha de João Vladislau do Império Búlgaro. Tiveram pelo menos dois filhos:
1. Manuel Comneno, que morreu antes de 1059.
2. Maria Comnena, freira.